# Hybomitra ruoergaiensis
Hybomitra ruoergaiensis är en tvåvingeart som beskrevs av Xu och Song 1983. Hybomitra ruoergaiensis ingår i släktet Hybomitra och familjen bromsar. Inga underarter finns listade i Catalogue of Life.